# Van Buren County, Michigan
Van Buren County är ett administrativt område i delstaten Michigan, USA, med 76 258 invånare. Den administrativa huvudorten (county seat) är Paw Paw.

## Geografi
Enligt United States Census Bureau har countyt en total area på 2 824 km². 1 582 km² av den arean är land och 1 241 km² är vatten.

### Angränsande countyn
- Allegan County - norr
- Kalamazoo County - öster
- Saint Joseph County - sydost
- Cass County - söder
- Berrien County - sydväst